# Sonate pour piano no 1 de Scriabine
Pour les articles homonymes, voir Sonate pour piano (homonymie).
La Sonate pour piano no 1 op. 6 est une sonate pour piano d'Alexandre Scriabine en fa mineur. Composée de 1891 à 1892, elle est en quatre mouvements. Son exécution dure un peu moins de vingt minutes. Sa construction est cyclique, le thème étant exposé de multiples façons. Il s'agit d'une œuvre mêlant passion et tourment, confinant au désespoir dans le dernier mouvement.

## Genèse
Cette sonate pour piano est en réalité la troisième écrite par Scriabine. La toute première sonate pour piano en sol dièse mineur (en un seul mouvement) a été publiée après sa mort tandis que la seconde fut réécrite pour devenir l'Allegro Appassionato Op. 4.
En 1872, à force de travailler avec acharnement les Réminiscences de Don Juan de Liszt et Islamey de Balakirev, Scriabine se blesse à la main gauche, ce qui remet en cause son projet de carrière de pianiste professionnel. C'est un traumatisme pour le jeune compositeur et pianiste qui écrit dans son agenda :

« 20 ans : développement d'un mal à la main. Évènement le plus déterminant de mon existence. Le destin fait obstacle à l'objectif qui me tient à cœur. Premier grand échec de ma vie. Première réflexion profonde. [...] Composition de la première Sonate comprenant une Marche Funèbre. »

Cette sonate exprime la lamentation mystique de Scriabine sur son sort. Scriabine composa, à la même période, le Prélude et Nocturne Op. 9 pour main gauche seule.
Malgré la conclusion des médecins que Scriabine ne pourrait plus jamais faire usage de sa main droite, celle-ci finit par guérir.

## Structure
La sonate comprend quatre mouvements et son exécution dure environ vingt minutes :
1. Allegro con fuoco
2. Adagio
3. Presto
4. Funèbre

## Analyse de l'œuvre

### Allegro con fuoco
La premier mouvement est en forme sonate. L'exposition fait entendre un élan passionné tournant autour d'un motif de trois notes Fa-Sol-La bémol, qui sera transformé tout au long de l'œuvre. Le second thème mesure 22 en la bémol majeur est plus mélancolique et apporte une touche de lumière au discours. Ce thème monte en puissance petit à petit pour finalement arriver à une conclusion héroïque de l'exposition.
Vient ensuite un développement orageux suivi de la récapitulation des deux thèmes légèrement transformés.
Le mouvement s'achève sur un motif hésitant entre fa majeur et fa mineur, allant decrescendo jusqu'à s'éteindre en fa majeur.

### Adagio
Le deuxième mouvement mouvement est en do mineur. Le thème est dans le style d'un choral, consistant en une suite d'accords verticaux.
Il s'achève en do majeur mais la résolution est ambigüe, en ce que la fonction du mi bémol oscille entre la tierce de do majeur ou la sensible de fa mineur.

### Presto
Le troisième mouvement est une forme Rondo compressée. L'anxiété et le tumulte sont de retour, exprimées à travers la basse (là encore les trois notes Fa-Sol-La bémol) décalée par rapport à la main droite. Comme dans le premier mouvement, un thème mélancolique et nostalgique en la bémol majeur apporte une touche d'espoir.
Le mouvement évolue crescendo pour culminer sur des accords martelés fortissimo. Une rupture survient soudain et les cinq dernières mesures pianissimo assurent la transition avec le dernier mouvement.

### Funèbre
Le quatrième mouvement est le cœur de la sonate. L'ambiance est sombre, résignée. Scriabine, comme en deuil, pleure sur son sort. La partie centrale, notée pppp et "quasi niente", est un choral en blanches résonnant comme des cloches lointaines.
Le mouvement s'éteint peu à peu pour s'achever par trois accords frappés fortissimo en fa mineur, comme le coup de grâce du destin.

## Discographie
- Alexander Scriabin, The complete piano sonatas, Ruth Laredo, piano, Nonesuch records, 1984, 1996